# Diócesis de Manono
La diócesis de Manono (en latín: Dioecesis Manonensis y en francés: Diocèse de Manono) es una circunscripción eclesiástica de la Iglesia católica en la República Democrática del Congo. Se trata de una diócesis latina, sufragánea de la arquidiócesis de Lubumbashi. Desde el 18 de marzo de 2005 su obispo es Vincent de Paul Kwanga Njubu.

## Territorio y organización
La diócesis tiene 45 000 km² y extiende su jurisdicción sobre los fieles católicos de rito latino residentes en el territorio de Manono de la provincia de Tanganica, y en el territorio de Malemba-Nkulu de la provincia de Alto Lomami.
La sede de la diócesis se encuentra en la ciudad de Manono, en donde se halla la Catedral de Santa Bárbara.
En 2021 en la diócesis existían 17 parroquias.

## Historia
La diócesis fue erigida el 24 de abril de 1971 con la bula Qui regno Christi del papa Pablo VI, obteniendo el territorio de las diócesis de Baudouinville (hoy diócesis de Kalemie-Kirungu), de Kilwa (hoy diócesis de Kilwa-Kasenga) y Kongolo.

## Estadísticas
Según el Anuario Pontificio 2022 la diócesis tenía a fines de 2021 un total de 219 714 fieles bautizados.
| Año                                                                             | Población            | Población | Población      | Sacerdotes | Sacerdotes    | Sacerdotes    | Bautizados por sacerdote | Diáconos permanentes | Religiosos | Religiosos | Parroquias |
| Año                                                                             | Bautizados católicos | Total     | % de católicos | Total      | Clero secular | Clero regular | Bautizados por sacerdote | Diáconos permanentes | Varones    | Mujeres    | Parroquias |
| ------------------------------------------------------------------------------- | -------------------- | --------- | -------------- | ---------- | ------------- | ------------- | ------------------------ | -------------------- | ---------- | ---------- | ---------- |
| 1990                                                                            | 156 078              | 532 000   | 29.3           | 20         | 14            | 6             | 7803                     |                      | 8          | 8          | 16         |
| 1997                                                                            | 166 961              | 564 915   | 29.6           | 26         | 26            |               | 6421                     |                      |            | 6          | 14         |
| 2002                                                                            | 152 158              | 568 748   | 26.8           | 20         | 20            |               | 7607                     |                      |            | 1          | 15         |
| 2003                                                                            | 152 158              | 568 748   | 26.8           | 19         | 19            |               | 8008                     |                      |            | 1          | 15         |
| 2004                                                                            | 152 158              | 568 748   | 26.8           | 18         | 18            |               | 8453                     |                      |            | 1          | 15         |
| 2013                                                                            | 228 000              | 726 000   | 31.4           | 29         | 28            | 1             | 7862                     |                      | 1          | 3          | 16         |
| 2016                                                                            | 201 505              | 1 123 042 | 17.9           | 33         | 32            | 1             | 6106                     |                      | 1          | 4          | 16         |
| 2019                                                                            | 218 394              | 1 170 201 | 18.7           | 33         | 31            | 2             | 6618                     |                      | 2          | 5          | 17         |
| 2021                                                                            | 219 714              | 1 180 791 | 18.6           | 32         | 30            | 2             | 6866                     |                      | 2          | 6          | 17         |
| Fuente: Catholic-Hierarchy, que a su vez toma los datos del Anuario Pontificio. |                      |           |                |            |               |               |                          |                      |            |            |            |

## Episcopologio
- Gérard Ngoy Kabwe † (6 de mayo de 1972-25 de septiembre de 1989 renunció)
- Nestor Ngoy Katahwa (25 de septiembre de 1989-16 de noviembre de 2000 nombrado obispo de Kolwezi)
  - Sede vacante (2000-2005)
- Vincent de Paul Kwanga Njubu, desde el 18 de marzo de 2005